# Deltochilum spinipes
Deltochilum spinipes là một loài bọ cánh cứng trong họ Bọ hung (Scarabaeidae).